# Contea di Carroll (Tennessee)
La contea di Carroll in inglese Carroll County è una contea dello Stato del Tennessee, negli Stati Uniti. La popolazione al censimento del 2000 era di 29 475 abitanti. Il capoluogo di contea è Huntingdon.